# نظریه سیاسی فمینیستی
نظریه سیاسی فمینیستی (انگلیسی: Feminist political theory) حوزه‌ای از فلسفه است که بر درک و نقد شیوه‌ای که فلسفه سیاسی تفسیر می‌شود و بیان این‌که چگونه نظریه سیاسی ممکن است به‌گونه‌ای بازسازی شود که نگرانی‌های فمینیستی را پیش ببرد، تمرکز دارد. نظریه سیاسی فمینیستی جنبه‌های نظریه فمینیستی و نظریه سیاسی را با هم ترکیب می‌کند تا رویکردی فمینیستی به مسائل سنتی در فلسفه سیاسی اتخاذ کند.
سه هدف اصلی نظریه سیاسی فمینیستی:
1. درک و نقد نقش جنسیت در چگونگی تفسیر متعارف نظریه سیاسی.
2. چارچوب‌بندی و بیان مجدد نظریه سیاسی مرسوم در پرتو مسائل فمینیستی (به‌ویژه برابری جنسیتی).
3. حمایت از علوم سیاسی با فرض و پیگیری برابری جنسیتی.

## پس‌زمینه
نظریه سیاسی فمینیستی فقط در مورد زنان یا جنسیت نیست. هم به‌دلیل ماهیت مقوله‌ها و هم به‌دلیل تحولات، جهت‌گیری‌ها و رویکردهای بی‌شمار در فمینیسم، هیچ شرایط سخت لازم و کافی برای «فمینیست» بودن وجود ندارد. اگرچه درک و تحلیل تأثیرات سیاسی زمینه‌های جنسیتی یکی از حوزه‌های مهم نظریه سیاسی فمینیستی است، نظریه فمینیستی و از این رو نظریه سیاسی فمینیستی فراتر از جنسیت است. نظریه‌پردازان سیاسی فمینیست در مجامع آکادمیک، در بخش‌های علوم سیاسی، تاریخ، مطالعات زنان، جامعه‌شناسی، جغرافیا، مردم‌شناسی، دین و فلسفه یافت می‌شوند.
نظریه سیاسی فمینیستی طیف وسیعی از رویکردها را در بر می‌گیرد. با حوزه‌های مرتبط از جمله نظریه حقوقی فمینیستی، فلسفه سیاسی فمینیستی، فمینیسم زیست‌محیطی، تحقیقات تجربی زن‌محور در علوم سیاسی، و روش‌های تحقیق فمینیستی (روش فمینیستی) برای استفاده در علوم سیاسی و علوم اجتماعی هم‌پوشانی دارد.
نظریه سیاسی فمینیستی، نظریه فمینیستی را از فمینیسم متمایز می‌کند، و به بررسی خاص دولت و نقش آن در بازتولید یا اصلاح نابرابری جنسیتی می‌پردازد. این رشته علاوه بر دامنه گسترده و چند رشته‌ای بودن، نسبتاً جدید و نوآورانه است، و همچنان در حال گسترش است. دانشنامه فلسفه استنفورد توضیح می‌دهد که «فلسفه سیاسی فمینیستی به‌عنوان زمینه‌ای برای توسعه آرمان‌ها، شیوه‌ها و توجیهات جدید برای چگونگی سازمان‌دهی و ایجاد و عملکردهای سیاسی عمل کند.»

## موضوعات تحقیق

### معرفت‌شناسی فمینیستی
یکی از جنبه‌های کلیدی نظریه/فلسفه سیاسی فمینیستی، معرفت‌شناسی فمینیستی است. معرفت‌شناسان فمینیست عینیت علوم اجتماعی و فلسفی را با این ادعا که معیارهای اقتدار و اعتبار به‌صورت اجتماعی ساخته می‌شوند زیر سؤال می‌برند و وضعیت موجود اجتماعی-سیاسی را بازتاب می‌دهند و دوباره تثبیت می‌کنند. روش‌هایی را مطالعه می‌کند که جنسیت بر مفاهیم ما از دانش و شیوه‌های تحقیق و توجیه تأثیر می‌گذارد و مشخص می‌کند که چگونه تصورات و عملکردهای غالب نسبت دادن، کسب کردن و توجیه دانش، به ضرر زنان است و بنابراین برای اصلاح آن‌ها تلاش می‌کند.
معرفت‌شناسان فمینیست استدلال می‌کنند که شیوه‌های دانش مسلط کنونی به زیان زنان است، چون:
- آن‌ها را از تحقیق مستثنی می‌کند.
- سبب سلب اقتدار معرفتی آن‌ها می‌شود.
- سبک‌های شناختی «زنانه» را تحقیر می‌کند.
- نظریه‌هایی دربارهٔ زنان تولید می‌کند که آن‌ها را پایین‌تر یا بالاتر از چیزهایی که منافع مردانه را تأمین می‌کنند نشان می‌دهد.
- نظریه‌هایی دربارهٔ پدیده‌های اجتماعی تولید می‌کند که فعالیت‌ها و علایق زنان یا روابط قدرت جنسیتی را نادیده می‌گیرد.
- دانشی تولید می‌کند که برای افراد در موقعیت‌های فرعی مفید نیست یا جنسیت و سایر سلسله مراتب اجتماعی را در نظر می‌گیرد.

### نهادهای سیاسی جنسیتی
نظریه سیاسی در مورد جنسیت نهادها به بررسی سؤالاتی می‌پردازد از جمله این‌که «جنسیتی بودن یک نهاد» به چه معناست، چگونه می‌توان جنسیتی بودن یک مؤسسه را ارزیابی کرد و پیامدهای نهادهای جنسیتی برای افرادی که در آن‌ها کار می‌کنند چیست. نمونه‌ای از این پژوهش‌های مرتبط، کتاب دولت بدون مادر اثر آیلین مک‌دونا است که به بررسی چگونگی حذف ویژگی‌های زنانه «مادرانه» اجتماعی از مدل‌های حکومتی مدرن می‌پردازد. کاوش در تاریخچه پدرسالاری برای درک چگونگی جنسیت نهادهای سیاسی و تأثیر این امر محوری است. اهمیت درک پدرسالاری از نظر تاریخی در کتاب جودیت ام. بنت با عنوان تاریخ موضوع: پدرسالاری و چالش فمینیسم بررسی شده است. تعریفی از پدرسالاری توسط سیلویا والبی در کتاب نظریه‌پردازی پدرسالاری ارائه شده است، و نشان می‌دهد که چگونه نظام‌های مردسالار در طول تاریخ باعث سرکوب زنان و سلطه مردان بر سیاست شده‌اند.

### سیاست هویت/هویت گروهی
نظریه‌پردازانی که این جنبه از نظریه سیاسی فمینیستی را مورد مطالعه قرار می‌دهند، زنان به‌عنوان یک گروه هویتی را زیر سؤال می‌برند. آن‌ها در نظر می‌گیرند که آیا حتی می‌توان در مورد رابطه یک گروه «زنانه» با سیاست نتیجه‌گیری‌ای کرد. یکی از جنبه‌های این بحث، متقابل بودن است و این‌که آیا زنان با پیشینه‌های نژادی و فرهنگی مختلف اشتراکات کافی برای تشکیل یک گروه سیاسی دارند یا خیر. استدلال‌های متقابل ادعا می‌کنند که ارتباط چندوجهی بین نژاد، جنسیت، و سایر سیستم‌هایی که با هم برای سرکوب و در عین حال اجازه دادن امتیاز، حیاتی هستند و باید در حوزه سیاسی مورد توجه قرار گیرند. جنبه دیگر این سؤال است که آیا زنان تراجنسیتی باید در گروه «زنان» گنجانده شوند، زیرا آن‌ها فاقد بسیاری از تجربیات دخترانه و زنانگی هستند که زنان را به‌عنوان یک گروه متمایز به هم پیوند می‌دهد. این موضوع همچنین شامل تعریف مجدد «گروه بودن» است. برای مثال، آیریس ماریون یانگ پیشنهاد کرده است که زنان تا آن‌جایی که تجربه‌های مشابهی را تجربه می‌کنند، اما در انزوا از یکدیگر و فاقد حس هویت گروهی، بیشتر یک «سریال» هستند تا یک گروه.

### رهبری سیاسی و جنسیت
این زمینه به چگونگی رهبری زنان از همتایان مرد خود در مشاغل سیاسی، مانند قانون‌گذاران، مجریان و قضات می‌پردازد. برخی از محققان در این زمینه مطالعه می‌کنند که چگونه رهبری سیاسی به خودی خود مردانه می‌شود تا از انواع رهبری سیاسی که زنان اغلب در خارج از دفاتر رسمی ارائه می‌کنند، حذف شود. برای مثال، هاردی فانتا به کار سیاسی در جوامع لاتین‌تبار در ایالات متحده نگاه می‌کند تا نقش‌های رهبری سیاسی زنانه را شناسایی کند، و در نهایت به این نتیجه می‌رسد که زنان لاتین مهم‌ترین رهبری و کار را در آن جوامع ارائه می‌دهند - علی‌رغم این واقعیت که اکثر مطالعات رهبری آن‌ها را نادیده می‌گیرند، زیرا در نقش‌های رسمی اداری رخ نمی‌دهد.